# Tröstelberg
Tröstelberg ist eine Katastralgemeinde der Gemeinde Haidershofen im Bezirk Amstetten in Niederösterreich.

## Geschichte
Laut Adressbuch von Österreich waren im Jahr 1938 in Tröstelberg zwei Bäcker, ein Binder, ein Chemikalienhändler, ein Gastwirt, ein Landesproduktehändler, ein Sägewerk, zwei Schmiede, zwei Schneider, zwei Schuster, ein Wagner und einige Landwirte ansässig.

## Siedlungsentwicklung
Zum Jahreswechsel 1979/1980 befanden sich in der Katastralgemeinde Tröstelberg insgesamt 91 Bauflächen mit 37938 m² und 94 Gärten auf 297976 m², 1989/1990 waren es 88 Bauflächen. 1999/2000 war die Zahl der Bauflächen auf 124 angewachsen und 2009/2010 waren es 160 Gebäude auf 356 Bauflächen.

## Landwirtschaft
Die Katastralgemeinde ist landwirtschaftlich geprägt. 412 Hektar wurden zum Jahreswechsel 1979/1980 landwirtschaftlich genutzt und 62 Hektar waren forstwirtschaftlich geführte Waldflächen. 1999/2000 wurde auf 433 Hektar Landwirtschaft betrieben und 63 Hektar waren als forstwirtschaftlich genutzte Flächen ausgewiesen. Ende 2018 waren 402 Hektar als landwirtschaftliche Flächen genutzt und Forstwirtschaft wurde auf 70 Hektar betrieben. Die durchschnittliche Bodenklimazahl von Tröstelberg beträgt 42,5 (Stand 2010).